# Возвращение живых мертвецов
«Возвращение живых мертвецов» (англ. The Return of the Living Dead) — американский фильм ужасов с элементами комедии 1985 года режиссёра Дэна О’Бэннона. При бюджете $4 млн, в США фильм собрал $14 237 880. Первоначально фильм должен был снимать Тоуб Хупер, а одним из продюсеров быть Джордж Ромеро, однако его попросили отказаться, дабы не причислять этот фильм к его известной серии. Другой продюсер Ричард Рубенштейн желал вообще отказаться от упоминания словосочетания «Живые мертвецы». Премьера фильма состоялась 15 мая 1985 года. 

## Сюжет
На склад медицинских препаратов в американском городе Луисвилл поступил на работу молодой парень Фредди. В то же время группа неформальной молодежи, среди которых девушка Фредди, Тина, решает забрать своего друга, чтобы весело провести время. Под конец рабочего дня Фредди спросил своего более старшего по возрасту помощника Фрэнка, случались ли за время его работы на этом складе необычные вещи. В ответ Фрэнк осведомился у парня, смотрел ли он фильм 1968 года «Ночь живых мертвецов», и, получив утвердительный ответ, сказал, что фильм этот построен на реальных событиях: в одном из моргов Питтсбурга в своё время произошла утечка экспериментального военного газа «триоксин», в результате чего трупы ожили, и военным пришлось в срочном порядке производить «зачистку». Но самое интересное Фрэнк поведал далее, — оказывается, герметично запечатанные контейнеры с человеческими телами из того морга до сих пор хранятся в подвале медицинского склада, ибо военные, перепутали путевые листы и вместо сверхсекретной военной базы контейнеры по ошибке были доставлены на их склад. «Пойдем, посмотрим» — предложил Фрэнк, на что Фредди, естественно, согласился. Спустившись в подвал, Фрэнк решает продемонстрировать молодому напарнику прочность военной разработки. Он бьет рукой по контейнеру, что приводит к его разгерметизации. Пока Фрэнк и Фредди валяются на полу без чувств, клубы ядовитого газа распространяются по всему помещению, вследствие чего оживают все «экспонаты», которые должны быть направлены студентам-медикам для анатомических исследований, а также труп человека, содержащийся в морозильнике.
Тем временем, друзья Фредди подъезжают к месту его работы и решают убить время на кладбище, находящемся неподалёку.
Фрэнк и Фредди приходят в себя и, осознав последствия, звонят своему начальнику Берту. Прибыв на место и «отчитав по полной» своих работников, Берт решает замести все следы.
Обезвредив оживший труп, который, выскочив из холодильника, чуть не убил Берта, мужчины распиливают тело на мелкие части и складывают их в мешки. Затем они просят помочь местного смотрителя морга Эрнесту Кальтенбрунеру. Они убеждают его уничтожить останки трупа и ожившие разрезы собак в печи крематория. Тот неохотно соглашается. Дым из трубы крематория оседает вместе с внезапно начавшимся дождем на близлежащее кладбище, что поднимает из могил всех мертвецов. Друзья Фредди, находившиеся на кладбище, в испуге разбегаются в разные стороны — часть убегает в морг, другая часть в офисное здание.
Довольный Берт уже собрался ехать домой, однако внезапное ухудшение самочувствия Фредди и Фрэнка, заставляет вызвать бригаду скорой помощи. Приехавшие на место медики были удивлены, что у больных нет пульса и давления. Они решают отвезти их в больницу, но на улице на врачей нападают мертвецы и поедают их. В это же время, ребята, оторвавшись от мертвецов, забегают в морг, где встречают Фредди и думают что Берт виноват в том, что случилось с их другом. Голодные мертвецы начинают штурмовать дом. Героям ничего не остается, как отбиваться подручными средствами. Некоторое время спустя им удается забить все двери и окна досками, предназначенными для гробов. Однако один из ребят все же погибает. В спокойной обстановке Берт рассказывает ребятам, что произошло на самом деле. Фрэнку и Фредди становится все хуже. Осмотрев их, Эрни пришёл к выводу, что у них началось трупное окоченение.
К этому времени, разумные и голодные мертвецы, вызвали по рации ещё одну бригаду скорой помощи и съели её. Так же как и наряд полиции, отправленный для поиска пропавших санитаров.
Фредди и Фрэнк постепенно превращаются в мертвецов. Понимая свою дальнейшую судьбу, Фрэнк сжигает себя в печи крематория. Однако Фредди намерен съесть Тину любой ценой. Эрни, сломавший стопу во время борьбы с Фредди, решает остаться с Тиной в здании, и они забираются на чердак. А Берт и друг Фредди прорываются к машине полицейских. Им удается выехать за пределы кладбища, однако толпа мертвецов переворачивает машину. Берту с парнем удается добежать до офисного здания, где их встречают последние выжившие ребята.
Из-за большого количества пропавших офицеров и санитаров на кладбище был вызван спец-отряд полицейских, который также потерпел неудачу.
Находясь в офисном здании, Берт вспоминает что на бочках с мертвецами был указан телефонный номер. Рассказав полковнику, который уже не первый год разыскивает пропавшие контейнеры, ситуацию, Берт ждёт помощь. И «помощь» приходит в виде ядерного снаряда, уничтожающего кладбище и прилегающие к нему 20 кварталов с мирными людьми. В финале слышен телефонный разговор полковника с каким-то человеком. Из разговора выясняется, что начавшийся дождь не только уничтожит все следы, но и потушит огонь намного быстрее чем это сделают пожарные. Одновременно показываются кадры из начала фильма — опять дым поднимается к небу, на кладбище идёт дождь, трупы поднимаются из могил…

## В ролях
- Клу Гулагер — Берт Уилсон
- Джеймс Кэрен — Фрэнк
- Дон Калфа — Эрни Кальтенбруннер
- Том Мэтьюз — Фредди
- Беверли Рэндолф — Тина
- Джон Филбин — Чак
- Джуэл Шепард — Кейси
- Мигель А. Нуньес мл. — Спайдер (Паук)
- Брайан Пек — Джон (Грязнуля)
- Линни Куигли — девушка-панк Трэш (Дрянь)
- Марк Вентурини — Суицид

## Саундтрек
1. The Cramps — «Surfin' Dead»
2. 45 Grave — «Partytime (Zombie Version)»
3. T.S.O.L. — «Nothing for You»
4. The Flesh Eaters — «Eyes Without a Face»
5. Roky Erickson — «Burn the Flames»
6. The Damned — «Dead Beat Dance»
7. Tall Boys — «Take a Walk»
8. Jet Black Berries — «Love Under Will»
9. SSQ — «Tonight (We’ll Make Love Until We Die)»
10. SSQ — «Trash’s Theme»
11. Норберт Шульц — «Panzer Rollen in Afrika vor» в крематории слушает по плееру Кальтенбруннер

## Съёмки
Некоторым из актёров зомби-массовки заплатили больше, чем остальным, ввиду того, что они ели настоящие телячьи мозги. В сцене, когда «бешеных горностаев» положили в печь для сжигания, в мешки были положены детские игрушки в виде обезьян, бьющих в тарелки, что создавало эффект барахтания в мешках. Однако тарелки предварительно удалили.
Персонаж Эрни Кальтенбрунер назван в честь известного деятеля нацистской Германии Эрнста Кальтенбрунера. Когда его застают за работой, он слушает в наушниках нацистские марши, а из кармана у него торчит пистолет Вальтер. В похоронном бюро на стене в комнате для бальзамирования висит фотография Евы Браун.
В сцене, когда Фрэнк и Фредди заходят в кабинет Берта сразу же после того, как они услышали звуки, которые издаёт оживший мертвец, на плакате для тестирования зрения можно прочесть такую надпись (в переводе на русский язык): «Берт — сволочь и самодур, который нас достал». Прочесть это можно, если сложить все буквы на плакате вместе.
Сцена, в которой на землю выпадают радиоактивные осадки (после взрыва атомной бомбы), состоит из тех же кадров, что сцена выпадения осадков после сжигания кадавра.